# Ghaamsberg
Le Ghaamsberg est une montagne culminant à 1 148 mètres d'altitude en Afrique du Sud, à l'est de la ville d'Aggeneys dans le Cap-Nord et à 33 km au sud de la frontière avec la Namibie.